# Kościół Najświętszej Maryi Panny Matki Kościoła w Świdniku
Kościół Najświętszej Maryi Panny Matki Kościoła w Świdniku – rzymskokatolicki kościół parafialny należący do dekanatu Świdnik archidiecezji lubelskiej. Jest najstarszą świątynią w mieście.
Pismo wyrażające zgodę na budowę kościoła w Świdniku zostało wydane w 1975 roku przez wojewodę lubelskiego Mieczysława Stępnia. Realizacja idei świątyni została rozpoczęta od wyboru i zatwierdzenia jej lokalizacji. Ostateczny wybór został dokonany w styczniu 1976 roku, kiedy parafia w Kazimierzówce zwróciła się do naczelnika miasta Świdnika z prośbą o wykupienie gruntów od ich dotychczasowych właścicieli. Uroczyste poświęcenie krzyża na placu budowy świątyni i domu parafialnego miało miejsce w dniu 26 czerwca 1977 roku. Poświęcenia krzyża dokonał i odprawił mszę świętą ks. biskup ordynariusz Bolesław Pylak. W połowie 1977 roku poprzedzając formalne zatwierdzenie planów budowy zostały rozpoczęte prace ziemne pod fundamenty przyszłej świątyni. W końcu Wydział Gospodarki Terenowej i Ochrony Środowiska Urzędu Wojewódzkiego w Lublinie w oparciu o opracowaną dokumentację techniczną wydał w dniu 30 września 1977 roku pozwolenie na budowę świątyni. Uroczyste poświęcenie i wmurowanie kamienia węgielnego w podłoże budującej się świątyni odbyło się w dniu 17 września 1978 roku. Po doprowadzeniu energii elektrycznej na plac budowy w 1977 roku zostało wybudowane własne ujęcie wody. Po półtora roku prac został zakończony pierwszy etap budowy poświęceniem dolnej świątyni. Uroczystość odbyła się w czasie pasterki, 24 grudnia 1979 roku. Świątynię poświęcił ksiądz biskup Zygmunt Kamiński. Górna świątynia została poświęcona w pasterkę 1985 oku przez księdza biskupa ordynariusza Bolesława Pylaka.